# Dobrina (ekonomija)
Dobrina (blago) je v ekonomiji predmet, ki zadovoljuje človekove potrebe in zagotavlja korist. Primer je potrošnik, ki kupi zadovoljujoč produkt. Običajno ločimo med dobrinami, ki so prenosljive in storitvami, ki niso prenosljive.
Dobrina je "ekonomska dobrina", če je uporabna za ljudi, ampak glede na povpraševanje po njej redka, tako da je za njeno pridobitev potreben človeški trud. 
Brezplačne dobrine, kot je zrak, so po drugi strani v izobilju in zavesten trud za njihovo pridobitev ni potreben.
Potrošniška dobrina ali "končna dobrina" je katerikoli predmet, ki je uporabljen v potrošnji in ne v proizvodnji drugih dobrin. Mikrovalovna pečica ali kolo, ki sta prodana potrošniku sta primer končne ali potrošniške dobrine. Po drugi strani so sestavni deli, ki so prodani z namenom njihove uporabe v teh dobrinah, vmesne dobrine, na primer tekstil ali tranzistor.
Blago se lahko uporablja kot sopomenka za ekonomske dobrine, vendar se običajno nanaša na tržne surovine in primarne proizvode.